# Biesenbach (Leverkusen)
Biesenbach (örtlich auch die Biesenbach) ist eine Siedlung auf dem Gebiet des Leverkusener Stadtteils Lützenkirchen. Sie liegt zwischen den Stadtteilen Bergisch Neukirchen und Lützenkirchen, nordöstlich von Quettingen, etwa 2 km östlich des größten Leverkusener Stadtteils Opladen und 5 km nordöstlich der Leverkusener Innenstadt. Die Ortschaft mit rund 400 Einwohnern liegt auf dem Höhenrücken zwischen Wiembach und Ölbach westlich der Schönen Aussicht und wird durchzogen von der Kreisstraße 2.

## Geschichte
Biesenbach wurde von jeher durch eine Grenze geteilt. Diese Grenze zeigt sich heute noch in verschiedenen Bereichen, wie z. B. dem Einzugsgebiet für Grundschulen, Wahlbezirken und Kirchenzugehörigkeit. So befassen sich alte Adressbücher, Katasterlisten, Flurbücher und ähnliches immer nur mit einem Teil Biesenbachs. Die unsichtbare Grenze stellt der heutige Biesenbacher Weg dar, er teilte Biesenbach einerseits zum Kirchspiel (Pfarrei) Luzelenkerke (Lützenkirchen) und andererseits zum Kirchspiel Nuweenkirgen (Neukirchen).
Das Kirchspiel Luzelenkerke wurde erstmals 1155 oder 1165 in einer Handschrift erwähnt, in der es um Geld- und Sachspenden ging, die der im Jahre 1003 gegründeten Benediktinerabtei St. Heribert in Deutz zugutekamen. Es folgten in den weiteren Jahren dann immer mehr schriftliche Erwähnungen, meistens kirchlichen Ursprungs, die aber hier nicht weiter verfolgt werden.
In der näheren Umgebung Biesenbachs wurden häufiger Einzelhofsiedlungen erwähnt. 1209 tauchte zum ersten Mal Quettingheim (Quettingen) auf, und im Jahre 1216 ist ein Franco de Quettingheim als Zeuge in einer Urkunde des Grafen Adolf III. von Berg aufgeführt. Der Mönchhof in Quettingen war nacheinander im Besitz der Zisterzienserabtei Heisterbach (bis 1391), dann des Grafen Adolf von Berg und ab 1402 der Zisterzienserabtei Altenberg.
Weitere, auch heute noch bekannte Siedlungsnamen sind Lippia (Ersterwähnung 1217), Kindehusen (1303), Clivo (1303), Seipenhove (1303), sowie auch Maashof / Mebushof (1377). Um 1300 wurden in der Neukirchner Zehntrolle (Abgabeliste für Kirchenabgaben) 95 Abgabepflichtige aufgeführt, daraus ergibt sich eine Ersterwähnung von 1299, z. B. für die Rittersitze Atzlenbach und Diepental, die Siedlungen Imbach, Hüscheid, Pattscheid, Romberg und die freien Höfe Bruch, Oberölbach, Grund, Claasbruch und Unterölbach.
Biesenbach wird erstmals in einer Kölner Stiftungsurkunde vom 11. Dezember 1515 urkundlich erwähnt: Kerstgen von der Kaltenherberge, rector oder pastor zu Neuwenkirchen, stiftet eine Vikarie. Kerstgen (Christian) von der Kaltenherberge war Pfarrer von 1487 bis 1515 in dem Kirchspiel (Pfarrbezirk) Neuwenkirchen. Sein Vermögen vermachte er der Kirche zur Stiftung einer Vikarie. Somit konnte ein Vikar (Hilfsgeistlicher) aus den Einnahmen des Besitzes unterhalten werden. Aufgabe des Vikares war es, die Kinder des Kirchspiels zu unterrichten. Somit lässt sich sagen, dass aus dieser Stiftung die Schule von Bergisch Neukirchen hervorging. Pfarrer Kerstgen vermachte der Kirche in seinem Testament insgesamt 23 Rentbriefe (Pachtverträge) über Grundstücke die zum Teil weit auswärts lagen, z. B. in Haan und Hilden. In einem Rentbrief  von 11. November 1506 dieser Stiftungsurkunde heißt es: Rentbrief von 5 Mark aus einer Wiese im Kirchspiel Lützenkirchen von Johann, Evert und Emunden Hennessen Kinder in der Biesenbach und seine Frau Katharina, Kirchspielleute zu Lützenkirchen für eine jährliche Rente von 5 Mark Pachten sie eine Wiese im Kirchspiel Lützenkirchen. Somit ist dieser Rentbrief vom 11. November 1506 der zurzeit erste bekannte schriftliche Hinweis auf Biesenbach. Vermutlich existierte Biesenbach aber schon früher, da z. B. Claasbruch und Ölbach bereits um 1300 in der Neukirchener Zehntrolle erstmals erwähnt wurden.

## Brauchtum
Seit 1956 existiert die Dorfgemeinschaft, die mit ihren knapp 230 Mitgliedern jährlich Pfingsteiersingen, Martinszug, Nikolaus- oder Seniorenfeier und Wandertag veranstaltet.